# Harold Vick
Harold Vick (3 de abril de 1936 – 13 de noviembre de 1987) era un saxofonista y flautista de jazz y soul.

## Biografía
Harold Vick nació en Rocky Mount, Carolina del Norte. A la edad de 13 años recibió un clarinete de su tío, Prince Robinson, clarinete y  saxo tenor, que había sido miembro de los McKinney Cotton Pickers. Tres años más tarde adoptó el saxo tenor y pronto empezó a tocar en bandas de R&B. Continúa actuando con bandas de R&B mientras estudia psicología en la Universidad Howard.

## Registros como líder
Steppin' Out!, su primer álbum como líder, fue grabado para Blue Note en 1963. En 1965 una actuación en el Carnegie Hall con Donald Byrd le aseguró un contrato para más álbumes como líder y de 1966 a 1974 ha grabado sesiones para los sellos RCA, Muse y Strata-East.

## Trabajo como sideman
Vick trabajó como sideman con Jack McDuff de 1960 a 1964 y también con otros organistas como Jimmy McGriff, John Patton y Larry Young. El resto de los años 60 toca con Walter Bishop, Jr., Philly Joe Jones, Howard McGhee, Donald Byrd y Ray Charles y también actúa con Dizzy Gillespie en 1968, en el Newport Jazz Festival.
Después trabaja alrededor de 5 años con artistas soul, de 1969 a 1970 con King Curtis y de 1970 a 1974 con Aretha Franklin. Toca en la banda de Jack DeJohnette, Compost de 1971 a 1973, grabando con ellos en 1972.
Después de un ataque al corazón, a mediados de los años 70, Vick ha regresado al jazz, trabajando con Shirley Scott de 1974 a 1976 y con Jimmy McGriff de 1980 a 1981. Al mismo tiempo continúa trabajando como músico de jazz freelance y músico de sesión. Más tarde, en 1987, actúa en los dos álbumes de Abby Lincoln de tributo a Billie Holiday.
También ha tocado con Nat Adderley, Mercer Ellington, Sarah Vaughan, Billy Taylor, Horacie Silver y Gene Ammons.

## Películas y Teatro
Durante los años 60 trabaja como miembro de la banda del Teatro Apollo y en 1969 visita Europa como músico con el Negro Ensemble Company.
Aparece en las películas Stardust Memories y Cotton Club, como uno de los músicos. También aparece en el film School Days de Spike Lee y toca en las bandas sonoras de muchas otras películas.

## Muerte
Vick murió en su casa de Manhattan de un ataque al corazón el 13 de noviembre de 1987.  Será recordado por el tema " Did You See Harold Vick?", que Sonny Rollins escribió e incluido en su álbum This Is What I Do del año 2000.

## Discografía

### Como líder
- 1963: Steppin' Out! (Blue Note)
- 1966: The Caribbean Suite (RCA Victor)
- 1966: Straight Up (RCA Victor)
- 1967: Commitment (Muse) relanzado en 1974
- 1967: Watch What Happens (RCA Victor)
- 1973: The Power of Feeling (Encounter Records, bajo el nombre Sir Edward)
- 1974: Don't Look Back (Strata-East)
- 1977: After the Dance (Wolf)

### Como sideman
Con Jack McDuff
- Goodnight, It's Time to Go (Prestige, 1961)
- On With It! (Prestige, 1961 [1971])
- Brother Jack Meets the Boss (Prestige, 1962) - con Gene Ammons
- Soul Summit Vol. 2 (Prestige, 1962) - con Gene Ammons
- Somethin' Slick! (Prestige, 1963)
- Brother Jack at the Jazz Workshop Live! (Prestige, 1963)
- Crash! (Prestige, 1963) - con Kenny Burrell
- Live It Up (1966)
- Soul Circle (Prestige, 1966)
- Steppin' Out (Prestige, 1961-66 [1969])
- The Fourth Dimension (Cadet, 1974)

Con John Patton
- Along Came John (Blue Note, 1963)
- Oh Baby! (Blue Note, 1965)

Con Joe Chambers
- The Almoravid (Muse, 1974)

Con Grant Green

- His Majesty King Funk  (Verve, 1965)
- The Final Comedown (Blue Note, 1971)

Con Richard "Groove" Holmes
- Soul Mist! (Prestige, 1966, released 1970)

Con Les McCann
- Another Beginning (Atlantic, 1974)

Con Duke Pearson
- Prairie Dog (Atlantic, 1966)

Con Charles Tolliver
- Impact (Strata-East, 1975)

Con McCoy Tyner
- Cosmos (Blue Note, 1969, 1977)

Con Johnny Hammond
- Wild Horses Rock Steady (Kudu, 1971)
- Gambler's Life (Salvation, 1974)

Con Houston Person
- Houston Express (Prestige, 1971)

Con Bernard Purdie
- Soul Is... Pretty Purdie (Flying Dutchman, 1972)

Con Horace Silver
- Total Response (Blue Note, 1971)
- All (Blue Note, 1972)
- The United States of Mind (Compila los dos álbumes anteriores; Blue Note, 2004)

Con Compost
- Compost (Columbia, 1972)
- Life Is Round (Columbia, 1973)

Con Bu Pleasant
- Ms. Bu (Muse, 1973)

Con Shirley Scott
- One for Me (Strata-East, 1974)

Con Bob Moses
- Home in Motion (Ra-Kalam Records, 2012, grabado 1979)

Con Pharoah Sanders
- Live at the East (Impulse!, 1972)